# Sibylle Ursula von Braunschweig-Lüneburg
Sibyla Uršula Brunšvicko-Lüneburská (německy Sibylle Ursula von Braunschweig-Lüneburg, také známá jako Sibylle von Braunschweig-Lüneburg, 4. února 1629, Hitzacker – 12. prosince 1671, Glücksburg) byla členka rodu Welfů, byla dcera vévody Augusta II. Brunšvicko-Lüneburského a od sňatku v roce 1663 vévodkyně ze Šlesvicka-Holštýnska-Sondeburska-Glücksburku. Vynikala jako překladatelka a spisovatelka.

## Život a tvorba

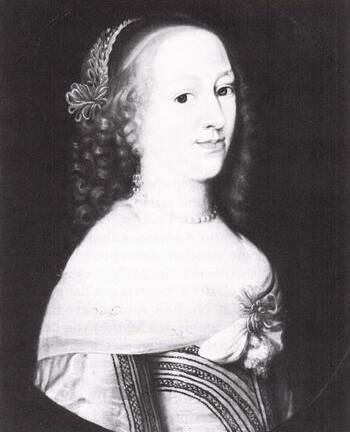
Sibyla Uršula Brunšvicko-Lüneburská

Sibyla Uršula se narodila v Hitzackeru jako třetí dítě vévody Augusta (1579–1666) a jeho druhé manželky, askánské princezny Dorotey Anhaltsko-Zerbstské (1607–1634). Její otec převzal vládu nad Brunšvicko-wolfenbüttelským knížectvím v roce 1634. Sibyla Uršula se stala nevlastní dcerou Alžběty Žofie Meklenburské (1613–1676), třetí manželky vévody Augusta, která se vyznamenala jako básnířka a skladatelka. Stejně jako její sourozenci, brunšvičtí vévodové Rudolf August a Antonín Oldřich, získala na wolfenbüttelském dvoře komplexní vzdělání od učenců jako Justus Georg Schottel a Sigmund von Birken.
Několik let udržovala korespondenci s Madeleine de Scudéry a Johannem Valentinem Andreae. Sibyla Uršula napsala část románu Die Durchlauchtige Syrerin Aramena (česky: Aramena, vznešená syrská dáma), který se po dokončení stal nejslavnějším dvorním románem v německé barokní literatuře; dokončil ho její bratr Antonín Oldřich a upravil Sigmund von Birken. Mezi další její spisy patří hra o pěti dějstvích a řada duchovních děl. Mezi její překlady patří dva romány (Cassandre a Cléopâtre) od La Calprenèda, části Scudéryho Clélie a Introductio ad sapientiam, jeden z latinských spisů Juana Luise Vivese, španělského humanisty.

### Manželství a potomstvo
Zpočátku byla odhodlaná zůstat neprovdaná, ale nakonec si v roce 1663 ve věku 34 let vzala vévodu Kristiána Šlesvicko-Holštýnsko-Sonderbursko-Glücksburského (1627–1698). Její manžel, jediný žijící syn vévody Filipa Šlesvicko-Holštýnsko-Glücksburského, se rok předtím ujal vlády na zámku Glücksburg a s pomocí svých příbuzných z Wolfenbüttelu dokázal obnovit veřejné finance.
Sibyla Uršula těžce onemocněla již v roce 1664, pravděpodobně na syfilis, kterou jí nakazil její manžel, což znamenalo konec její umělecké tvorby. Trpěla stále více depresivními stavy a zemřela při porodu. Žádné z jejích dětí nedosáhlo dospělosti.